# Ким, Виссарион Владимирович
Ким Виссарион Владимирович (род. 1956) — экс-исполняющий обязанности президента ГП НАЭК «Энергоатом».

## Биография
Родился 23 июня 1956 году в г. Ташкенте, Узбекистан.
В 1979 году закончил Московский энергетический институт по специальности «Атомные электрические станции и установки».

### Деятельность
- май 1979 — март 1984 — инженер реакторного цеха, инженер-механик реакторного цеха, старший инженер управления реактором реакторного цеха ОП «Южно-Украинская АЭС» ГП НАЭК «Энергоатом».
- март 1984 — июль 1990 — заместитель начальника реакторного цеха по эксплуатации реакторного цеха, начальник смены станции, начальник реакторного цеха ОП «Южно-Украинская АЭС» ГП НАЭК «Энергоатом».
- июль 1990 — июнь 1994 — заместитель главного инженера по эксплуатации ОП «Южно-Украинская АЭС» ГП НАЭК «Энергоатом».
- июнь 1994 — март 1997 — начальник управления по эксплуатации АЭС, начальник главного управления по эксплуатации АЭС и безопасности АЭС, начальник управления безопасности АЭС Государственного комитета Украины по использованию ядерной энергии.
- март 1997 — сентябрь 1997 — исполнительный директор по инженерной поддержке и развитию ГП НАЭК «Энергоатом».
- сентябрь 1997 — январь 1998 — главный исполнительный директор ГП НАЭК «Энергоатом».
- январь 1998 — март 2000 — вице-президент, вице-президент — главный исполнительный директор ГП НАЭК «Энергоатом», Министерство топлива и энергетики Украины.
- март 2000 — октябрь 2000 — заместитель директора по качеству управления Государственного научно-технического центра по ядерной и радиационной безопасности, Министерство охраны окружающей природной среды и ядерной безопасности Украины.
- октябрь 2000 — декабрь 2003 — генеральный директор ООО «Институт поддержки эксплуатации АЭС».
- декабрь 2003 — июнь 2004 — исполнительный директор по капитальному строительству и пуску энергоблока № 2 Хмельницкой АЭС ГП НАЭК «Энергоатом», Министерство топлива и энергетики Украины.
- июнь 2004 — декабрь 2004 — генеральный директор ОП «Хмельницкая АЭС» ГП НАЭК «Энергоатом».
- декабрь 2004 — май 2005 — временно исполняющий обязанности вице-президента по вопросам капитального строительства ГП НАЭК «Энергоатом».
- май 2005 — август 2005 — исполнительный директор по капитальному строительству ГП НАЭК «Энергоатом».
- август 2005 — январь 2007 — исполнительный директор по проектам и развитию ГП НАЭК «Энергоатом».
- январь 2007 — август 2012 — генеральный директор ОП «Южно-Украинская АЭС» ГП НАЭК «Энергоатом».
- август 2012 — июнь 2013 — исполняющий обязанности президента ГП НАЭК «Энергоатом».

Комментируя, избрание В.Кима в состав  Совета управляющих Всемирной ассоциации операторов АЭС (ВАО АЭС, WANO), председатель ВАО АЭС Лоран Стрикер отметил, что принципиально важно, чтобы во главе всех операторов атомных электростанций стояли люди, которые детально разбираются в технических вопросах. «Я очень заинтересован, чтобы именно такие руководители входили и в состав Совета управляющих ВАО АЭС», — сказал председатель Ассоциации.

## Награды

### Ордена
- «За заслуги» III степени (2004) — за значительный личный вклад в укрепление энергетического потенциала Украины, самоотверженность и трудовую победу, проявленные при сооружении и введении в эксплуатацию энергоблока № 2 Хмельницкой АЭС;
- «За заслуги» II степени (2011) — за значительный личный вклад в развитие независимого Украинского государства, весомые трудовые достижения, многолетний добросовестный труд.

### Нагрудные знаки
- «Отличник атомной энергетики» (1989) Министерства атомной энергетики Украины;
- «Почётный работник атомной энергетики» (2011) ГП НАЭК «Энергоатом».

### Почётные грамоты
Госкоматома (1996) и ГП НАЭК «Энергоатом» (2007) за высокие показатели в труде, весомый вклад в развитие атомной энергетики и промышленности Украины.